# Norberto Méndez
Norberto Méndez (Buenos Aires, 5 januari 1923 – aldaar, 22 juni 1998) was een Argentijnse voetballer.
Méndez werd geboren in Nueva Pompeya, een wijk van Buenos Aires. Hij startte zijn carrière bij Huracán in 1941 en maakte in 1947 de overstap naar Racing Club. Met deze club werd hij in 1949, 1950 en 1951 landskampioen. Als international won hij drie keer de Copa América met zijn land en met 17 goals is hij de topschutter aller tijden in deze competitie. Méndez zei ooit dat hij drie grote liefdes had in zijn leven: Huracán zijn vriendin, Racing zijn vrouw en la selección (Argentinië) zijn passie. 